# 흥해로
흥해로(Heunghae-ro)는 대한민국의 경상북도 포항시 북구 흥해읍 옥성리에서 약성리를 거쳐 연결하는 도로이다.

## 노선 경로
| 이름             | 접속 노선 | 비고                    |
| ---------------- | --------- | ----------------------- |
| 교차로 명칭 미상 | 동해대로  | 영덕 방향 포항 방향     |
| 삼거리 명칭 미상 | 중성로    | 영일만항 방향           |
| 사거리 명칭 미상 | 한동로    | 신광 방향 영일만항 방향 |
| 사거리 명칭 미상 | 삼흥로    | 흥해 방향 양덕 방향     |
| 삼거리 명칭 미상 | 동해대로  | 영덕 방향 포항 방향     |

## 주요 건물 및 시설
- 흥해파출소 - 경상북도 포항시 북구 흥해읍 흥해로 78